# Svorkmo
Svorkmo ist eine Ortschaft in der norwegischen Kommune Orkland, gelegen in der Provinz (Fylke) Trøndelag. Der Ort hat 291 Einwohner (Stand: 1. Januar 2024).

## Geografie
Svorkmo liegt am Ufer des Flusses Orkla. Am Ort vorbei führt der Riksvei 65, der die Verbindung nach Orkanger im Norden herstellt. Der Name des Ortes leitet sich vom Namen des Flusses „Svorka“ ab, welcher wiederum vermutlich vom germanischen Faktitivum für „dunkel werden“ oder „schwarz werden“ abstammt.

## Geschichte
Von 1645 bis 1845 wurde im Ort eine Schmelzhütte betrieben. Svorkmo diente als Verwaltungszentrum für die von 1920 bis 1962 bestehende Kommune Orkland, bevor diese unter anderem mit Orkanger zur Gemeinde Orkdal vereint wurde. Zum 1. Januar 2020 ging Orkdal im Rahmen der landesweiten Kommunalreform in die erneut geschaffene Kommune Orkland über.  Bereit am 1. Januar 2018 wechselte die Zugehörigkeit des Ortes von der damaligen Provinz Sør-Trøndelag zum neu geschaffenen Fylke Trøndelag.
In Svorkmo befindet sich die Årlivoll skole, in der Schüler der ersten bis zehnten Klasse unterrichtet werden. Die Schule wurde im Jahr 1968 errichtet.